# Tjeckoslovakiens Davis Cup-lag
Tjeckoslovakiens Davis Cup-lag representerade Tjeckoslovakien i tennisturneringen Davis Cup, tidigare International Lawn Tennis Challenge. Tjeckoslovakien debuterade i sammanhanget 1921, och vann turneringen 1980. Sista turneringen spelade man 1992, innan uppdelningen i Tjeckien och Slovakien.`